# Soledad Viedma
Soledad Barrett Viedma (Laureles, 6  de janeiro de 1945 —  Paulista, 7 de janeiro de 1973) foi uma guerrilheira e militante comunista paraguaia, de ascendência espanhola e judaica, integrante da organização de extrema-esquerda Vanguarda Popular Revolucionária (VPR) que lutava contra a ditadura militar brasileira. Foi traída pelo companheiro e assassinada pelas forças de segurança do regime em 1973, aos 28 anos e grávida de quatro meses, ao lado de outros quatro companheiros, no episódio conhecido como Massacre da Chácara São Bento, em Pernambuco.
É um dos casos investigados pela Comissão da Verdade, que apura mortes e desaparecimentos na ditadura militar brasileira.

## Origem e infância
Soledad Barrett Viedma nasceu no dia 1º de janeiro de 1945, na cidade de Laureles, no sul do Paraguai. Filha de Alejandro Rafael Barrett López e neta do escritor e líder anarquista espanhol Rafael Barrett, que chegou ao país em 1904 e ficou conhecido por denunciar as injustiças sociais que presenciava, em especial o regime de escravidão dos trabalhadores mais pobres. Barrett publicou o artigo "Lo Que Son Los Yerbales" na mídia, denunciando e relatando detalhadamente as condições que viviam os mais pobres que eram submetidos à trabalhos em condição escravocratas. Soledad teve dois irmãos: Jorge Barrett, conhecido como Mitaí, que a ajudou em suas lutas; e a Nanny Barrett, que afirmava que seu avô e seu pai foram perseguidos por suas ideias políticas e denúncias.
Quando Soledad tinha apenas 3 meses, devido à perseguição política, sua família precisou se exilar na Argentina, onde moraram por cinco anos até retornarem ao Paraguai. Sua adolescência foi inquieta. Desde jovem, começou a atuar como militante em vários grupos políticos juvenis vinculados à Frente Juvenil-Estudiantil de Asunción.

## Juventude, militância e romance
Por conta da militância da família, eles precisaram novamente se mudar devido à repressão da ditadura, desta vez para Montevidéu, no Uruguai. Lá, Soledad se destacou no canto e na dança, tornando-se um símbolo da juventude paraguaia, sempre comparecendo em atos de solidariedade a seu país. Em 6 de julho de 1962, quando tinha 17 anos, foi sequestrada por um comando neonazista uruguaio, Los Salvajes. O grupo marcou a suástica nazista em suas coxas após se negar a repetir a frase "Viva Hitler, Abaixo Fidel!". Estes grupos associavam o antissemitismo com antissocialismo e Soledad tinha ancestralidade judaica por parte de mãe.
Por volta dessa época, Soledad viaja para Moscou, para estudar na escola do Komsomol por um ano. Estabelece-se na Argentina, militando pelo Partido Comunista Paraguaio. Em 1967, decide viajar a Cuba, onde recebe treinamento militar com a guerrilha e conhece o brasileiro José Maria Ferreira de Araújo. Iniciaram um namoro e foram morar juntos após poucos meses de relacionamento. Eles tiveram uma filha, chamada Ñasaindy Barrett de Araújo, nascida em 1969, em Havana. A menina passou a ser criada pelos avós maternos no Paraguai, devido aos riscos que a mãe corria em sua vida de guerrilheira. A criança foi para o Brasil aos onze anos de idade e passou a ser criada pela família paterna. Em julho de 1970, José Maria precisou se separar de Soledad, após um convite para retornar ao Brasil e se juntar à luta contra a ditadura. Soledad tentou ir junto, mas por ser muito perigoso, ele pediu que ela ficasse e cuidasse da filha no Paraguai. Assim que chegou ao Brasil, José foi capturado e assassinado por militares inimigos. Soledad mandava cartas, mas não obtinha notícias e só veio saber de sua morte no ano seguinte, quando veio ao país para tentar encontrá-lo, sofrendo muito por seu falecimento.

## Mudança para o Brasil
Já no Brasil, Soledad passou a estudar a política brasileira, decidiu ficar no país. Se filiou a Vanguarda Popular Revolucionária (VPR), um movimento brasileiro contra o regime ditatorial. A VPR, então, a enviou para atuar em Recife, com outros combatentes, entre eles José Anselmo dos Santos, "o cabo Anselmo", que usava o codinome de Daniel, e havia lutado ao lado de José Maria. Cabo Anselmo foi dirigente da Associação de Marinheiros quando o golpe de estado contra João Goulart aconteceu e ficou conhecido como herói pelos companheiros. No entanto, na ditadura instaurada no Brasil em 1964, ele passou a atuar como agente duplo e atuava como infiltrado para poder delatar seus companheiros. Enquanto agente duplo, ele se envolveu profissionalmente com Soledad, que então já era muito respeitada pela VPR, e juntos se estabeleceram em Olinda, Pernambuco, em 1972. Em pouco tempo de amizade, começaram um relacionamento amoroso.

## Segundo relacionamento e traição
No ano de 1973, Soledad estava grávida pela segunda vez e com 4 meses de gestação, foi traída por seu companheiro Anselmo em 8 de janeiro. Em troca de dinheiro, o agente entregou sua companheira e outros membros do VPR aos militares. Segundo a polícia, eles foram mortos em confronto na chácara São Bento, evento que passou a ser chamado de “Chacina da Chácara de São Bento”. Contudo, os delatados por Anselmo foram separados e encarcerados em diferentes cidades de Pernambuco e, em seguida, assassinados. Foi nesta mesma chácara, na cidade de Abreu e Lima, nos arredores de Recife, que seus corpos foram encontrados.

## Morte na Chacina da Chácara São Bento
Junto de Soledad, também estavam Pauline Reichstul, Eudaldo Gómez da Silva, Jarbas Pereira Márquez, José Manoel da Silva e Evaldo Luiz Ferreira, todos integrantes do VPR e acabaram mortos na emboscada.
Em 1996, um depoimento foi prestado à Comissão Especial sobre Mortos e Desaparecidos Políticos (CEMDP), pela advogada Mércia de Albuquerque Ferreira, que teve acesso aos corpos de vítimas no necrotério. Ela disse:  “Todos os corpos estavam muito estragados, marcas de pancadas, cortes e que me impressionou foi porque aqueles corpos estavam desnudados e inchados”.

A advogada relatou que o corpo de Soledad foi encontrado em um barril com quatro tiros na cabeça, muito sangue nas coxas, pernas e no fundo do recipiente havia o feto de seu filho. Mércia comentou: 
"Soledad estava com os olhos muito abertos, com expressão grande de terror. A boca estava entreaberta, e o que mais me impressionou foi o sangue coagulado em grande quantidade. Eu tenho a impressão de que ela foi morta e ficou algum tempo deitada, e a trouxeram. O sangue. quando coagulou, ficou preso nas pernas; era uma quantidade muito grande. E feto estava lá, nos pés dela. Não posso saber como foi parar ali ou se foi ali mesmo, no necrotério, que ele caiu, que ele nasceu, naquele horror."
O laudo da perícia registra marcas no pulso, provavelmente de algemas ou cordas. Ainda que os órgãos de segurança tivessem a identificação da militante, ela foi sepultada como indigente no Cemitério da Várzea, em Recife. Contudo, seus restos mortais não foram localizados ou identificados até o momento.

## Reaparecimento do irmão
Em 2008, o irmão de Soledad, Jorge Barrett, conhecido como Mitaí, procurou a mídia para relatar o que viveu ao lado da irmã durante sua militância, até o dia em que foi morta. Mitaí atuava como "pombo-correio" em apoio à Soledad e estava presente na ocasião da chacina da Chácara São Bento.
“Meu pai fez parte do grupo que fundou o Partido Comunista Paraguaio”
“Nazistas uruguaios marcaram com a cruz suástica as coxas de Soledad. Isso marcou a vida dela”
“Soledad me pediu pra alugar um apartamento em São Paulo, para onde ela se mudou  e ficou esperando ordens de Onofre Pinto”                            
“Onofre marcou ponto em São Paulo entre Anselmo e Soledad  por meio de uma carta”
“Eu aluguei o apartamento em São Paulo em meu nome e Soledad usava seu nome legal”

“Certa ocasião saí de São Paulo e fui ao Chile levar uma carta do Anselmo para Onofre Pinto. Voltei com 20 mil dólares e levei para Olinda”

## Poema de despedida
Ainda que tenha dedicado sua vida à luta contra a ditadura, Soledad cultivou a alma artista que tinha desde criança, quando era destaque no canto e da dança. Já adulta, Soledad escreveu um poema endereçado à sua mãe, e o tom  dos versos era de despedida:
"Mãe, me entristece te ver assim

o olhar quebrado dos teus olhos azul céu
em silêncio implorando que eu não parta.
Mãe, não sofras se não volto
me encontrarás em cada moça do povo
deste povo, daquele, daquele outro
do mais próximo, do mais longínquo
talvez cruze os mares, as montanhas
os cárceres, os céus
mas, Mãe, eu te asseguro,
que, sim, me encontrarás!
no olhar de uma criança feliz
de um jovem que estuda
de um camponês em sua terra
de um operário em sua fábrica
do traidor na forca
do guerrilheiro em seu posto
sempre, sempre me encontrarás!
Mãe, não fiques triste,

tua filha te quer."